# 2016年至2017年聖安東尼奧馬刺賽季
2016–17聖安東尼奧馬刺賽季為隊史第五十個賽季，也是達拉斯矮樹叢更名為聖安東尼奧馬刺後的第四十四個賽季。
馬刺隊以61勝21敗的戰績完成了例行賽，確保了西區季後賽的第二種子。在季後賽的首輪比賽中，馬刺在六場比賽內擊敗了曼菲斯灰熊。在西區半決賽中，馬刺亦順利於六場比賽內淘汰了詹姆士·哈登領軍的休士頓火箭。然而在西區決賽，馬刺迎戰金州勇士，由於傷了主將科懷·雷納德，球隊在四場比賽中慘遭橫掃。這是自2010年西區半決賽後，馬刺再度於季後賽中被橫掃，當時他們的對手是由史蒂夫·奈許和阿瑪爾·史陶德邁爾率領的鳳凰城太陽。
2017–18賽季也是馬刺首次在陣中缺少提姆·鄧肯的情形下打進西區決賽的一季。

## 賽季簡介
- 2016年NBA選秀大會於2016年6月23日在布魯克林籃網主場巴克萊中心舉行。而馬刺隊在首輪第二十九順位選擇了華盛頓大學後衛德瓊泰·莫瑞。

- 7月11日，馬刺前鋒提姆·鄧肯正式宣布退休，結束十九年職業生涯。[1]

- 7月19日，馬刺確定將於2017年1月14日在墨西哥首都墨西哥城的墨西哥城競技場（英语：Mexico City Arena）迎戰鳳凰城太陽。

- 2017年3月，馬刺以114−104擊敗沙加緬度國王，達成連續十八個賽季皆繳出至少50勝成績的成就。

- 西區決賽首場比賽的第三節，雷納德在一次投籃後遭到金州勇士中鋒扎扎·帕楚利亞疑似惡意的墊腳，導致其腳踝不慎扭傷，傷勢嚴重到必須缺席剩餘的比賽。

- 聖安東尼奧馬刺在西區決賽中被金州勇士以4−0淘汰。

## 選秀
| 輪 | 順位 | 球員        | 位置     | 國籍 | 大學 / 俱樂部 |
| -- | ---- | ----------- | -------- | ---- | ------------- |
| 1  | 29   | 德瓊泰·莫瑞 | 控球後衛 | 美国 | 華盛頓大學    |